# Prachtnachtschwalbe
Die Prachtnachtschwalbe (Caprimulgus eximius) ist eine Vogelart aus der Familie der Nachtschwalben (Caprimulgidae). Sie besiedelt ein langgezogenes Areal am Südrand der Sahara, das zu einem großen Teil in der Sahelzone liegt und von Mauretanien und Senegal ostwärts bis in den Osten des Sudans reicht. Die Art ist vielerorts nicht selten und weltweit nicht bedroht.

## Beschreibung

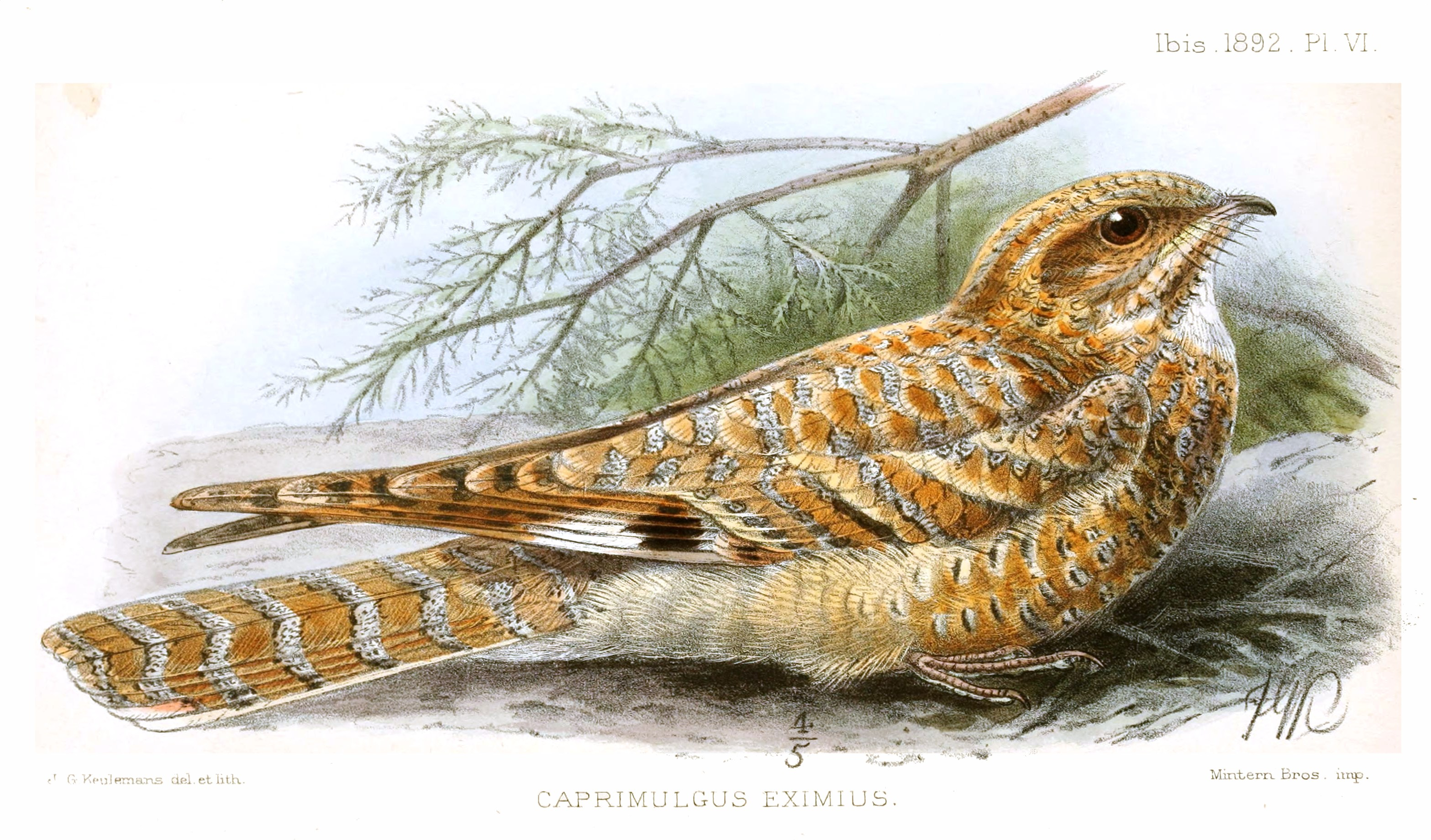
Prachtnachtschwalbe (Caprimulgus eximius)
(Kolorierte Lithografie von J. G. Keulemans, 1892)

Die Prachtnachtschwalbe ist mit 23 bis 25 cm etwas kleiner als der nahe verwandte Ziegenmelker. Bei einem Männchen wurde ein Gewicht von 66 g festgestellt. Schnabel, Iris, Beine und Füße sind grauschwarz. Die Geschlechter unterscheiden sich nicht.
Die Oberseite einschließlich der Oberflügel ist bei adulten Tieren gelbbraun gefärbt mit gräulich weißen, rechteckigen Bändern, die dunkelbraun eingefasst und gesprenkelt sind. Im Unterschied zu anderen Arten der Gattung fehlt ein Nackenband. Die Kehle ist ausgedehnt weiß, der Bartstreif ebenfalls. Die Unterseite ist wie die Oberseite gefärbt, jedoch matter und zu Bauch und unterer Brust hin zunehmend ungezeichnet. Die äußeren vier Handschwingen sind dunkel mit einem breiten weißen Feld in der Mitte. Die beiden äußeren Steuerfedern tragen eine weiße Spitze.
Das Dunenkleid ist rötlich isabellfarben. Immature Exemplare sind heller und weniger stark gezeichnet als adulte Vögel.

## Stimme
Wie beim Ziegenmelker ist bei dieser Art ein ausdauerndes „Schnurren“ zu vernehmen.

## Geografische Variation
Es werden zwei Unterarten anerkannt, von denen C. e. simplicior heller und gelblicher gefärbt ist als die Nominatform.
- C. e. simplicior E. J. O. Hartert, 1921 – vom südlichen Mauretanien und nördlichen Senegal ostwärts bis in den mittleren Tschad
- C. e. eximius Temminck, 1826 – südlicher und mittlerer Sudan

## Lebensweise
Die Prachtnachtschwalbe besiedelt spärlich mit Gräsern und Gebüschen bewachsene Halbwüsten auf sandigem, kiesigen, steinigen oder felsigem Untergrund. Auch auf brachliegenden Äckern ist sie zu finden. Im Norden Senegals lebt sie auch in offenen, baumbestandenen Landschaften mit sandigem Boden. Ansonsten werden bewaldete Habitate und zu dichte Gebüsche gemieden. Die Höhenverbreitung reicht bis 600 m.
Die Art ist meist Standvogel. Im Westen des Areals kann es aber nach der Brutzeit offenbar zu Dismigrationen kommen. Als Irrgast wurde die Art in Marokko und West-Sahara festgestellt.
Die Nahrung besteht aus Insekten wie Nachtfaltern, Heu- und Fangschrecken, Wanzen und Käfern. Die Art kann vor allem über Gewässern in der Abenddämmerung jagend beobachtet werden.
Die Brutzeit liegt zwischen März und Mai. Das Gelege besteht aus zwei ovalen Eiern, die auf weißgrauem bis graubeigem Grund stark grau, gelbbraun oder malvenfarben gefleckt sind. Sie werden auf den nackten Boden, meist in der Nähe von Pflanzen oder Grasbüscheln abgelegt.